# 39-та танкова дивізія (СРСР)
39-а танкова дивізія — військове з'єднання РСЧА у складі 16-го механізованого корпусу (16 МК) до та під час Німецько-радянської війни.

## Історія
39-а танкова дивізія (39 ТД) була сформована навесні 1941 року.
З початком німецько-радянської війни, дивізія разом з частинами 16-го МК вела оборонні бої, поступово відступаючи на схід.
В результаті липневих боїв дивізія понесла великі втрати. 30 липня, після передачі до складу 6-ї армії, з її решток було організовано 39-й звідний танковий полк.
2 серпня 1941 року 39-а ТД разом з 6-ю та 12-ю арміями потрапила в Уманський котел, де і була розгромлена остаточно.
Командиру дивізії полковнику М. В. Старкову вдалося вирватися з оточення.
19 вересня 1941 року розформована.

## Повна назва
39-а танкова дивізія

## Підпорядкування
- Київський військовий округ, 16-й механізований корпус, (до 22 червня 1941)
- Південно-Західний фронт, 12-а армія, 16-й механізований корпус (22 червня – 25 червня 1941)
- Південний фронт, 18-а армія, 16-й механізований корпус (25 червня — 9 липня 1941)
- Південний фронт, 18-й механізований корпус (9 липня – 19 липня 1941)
- Південний фронт, 18-а армія, 18-й механізований корпус (19 липня – 30 липня 1941)
- Південний фронт, 6-а армія (30 липня – 7 серпня 1941)

## Склад
- 77-й танковий полк
- 78-й танковий полк
- 39-й мотострілецький полк
- 39-й гаубичний артилерійський полк
- 39-й окремий зенітно-артилерійський дивізіон
- 39-й розвідувальний батальйон
- 39-й понтонний батальйон
- 39-й окремий батальйон зв'язку
- 39-й ремонтно-відновлювальний батальйон
- 39-й медико-санітарний батальйон
- 39-й автотранспортний батальйон
- 39-й ремонтно-відновлювальний батальйон
- 39-а рота регулювання
- 39-й польовий хлібозавод
- 707-а польова поштова станція
- 524-а польова каса Держбанку

## Командири
- Полковник М. В. Старков